# Иейиехсит
Иейиехсът (Иейиехсит, Иейиехсыт) е богиня, дух-посредник между божествата и хората в якутската митология. Представяна е двояко — или като добре облечена жена с красиви скъпи дрехи, или като светла на цвят кобила. Вярва се, че тя приема и отнася човешките молби на боговете и донася обратно техните отговори и решения. Смята се още, че когото покровителства, той е сред най-щастливите хора на земята; тя го предпазва от злите духове-абааси.